# Stazione di Roditti
La stazione di Roditti (in sloveno Rodik) è una stazione ferroviaria posta sulla linea per Divaccia-Pola; serve l'omonimo comune.

## Storia
La stazione fu attivata il 20 settembre 1876, con l'apertura della ferrovia Istriana. Era una semplice fermata col solo binario di corsa.
Dopo la prima guerra mondiale, con l'annessione della zona al Regno d'Italia, la stazione passò alle Ferrovie dello Stato italiane, assumendo il nome di Roditti.
Dopo la seconda guerra mondiale la stazione passò alla rete jugoslava (JŽ), venendo ribattezzata Rodik, analogamente al centro abitato. Nel 1984, con la realizzazione del comando centralizzato del traffico sulla nuova linea per Capodistria, essendoci qui il punto culminante della linea dove si sganciano i locomotori di spinta, venne abbandonata la vecchia fermata e costruita a 600 metri da quella la nuova stazione, coincidente con il culmine e munita di raddoppio con due binari e un nuovo fabbricato. Oltretutto in questo modo la nuova stazione è molto più vicina al paese.  Dal 1991 appartiene alla rete slovena (Slovenske železnice).